# Gowland
Gowland is een plaats in het Argentijnse bestuurlijke gebied Mercedes in de provincie Buenos Aires. De plaats telt 1.288 inwoners.